# Viktoria Neuhofen
Die FC Viktoria Neuhofen war ein Fußballverein mit Sitz in der Gemeinde Neuhofen im Rhein-Pfalz-Kreis in Rheinland-Pfalz.

## Geschichte
Der Fußballverein Viktoria Neuhofen wurde 1906 gegründet. Zumindest in den Jahren 1924, 1927 und 1928 spielte der Verein in der zweitklassigen Kreisliga Kreis Vorderpfalz, des ATSB. Ebenfalls trat er in der Saison 1947/48 dann noch in der Landesliga Vorderpfalz, der damals zweiten Ligaebene, an.
Im Jahr 1951 schlossen sich der Fußballverein Viktoria 06 Neuhofen, die TG Neuhofen (gegründet 1891) und der Fußballverein Vorwärts Neuhofen (gegründet 1925) zum VfL Neuhofen zusammen.
Die 1. Mannschaft des Vereins spielte 2019/20 in der B-Klasse Rhein-Mittelhaardt Nord.

## Bekannte ehemalige Sportler
- Karl Striebinger[1]